# CD Costa do Sol
CD Costa do Sol is een Mozambikaanse voetbalclub uit de hoofdstad Maputo. De club werd opgericht als Sport Lourenço Marques e Benfica en nam in 1976 de naam Sport Maputo e Benfica aan om ten slotte in 1978 de huidige naam aan te nemen. In 1979 werd de eerste van negen landstitels gewonnen. Costa do Sol is ook de club met de meeste titels van Mozambique.

## Erelijst
Landskampioen
1979, 1980, 1991, 1992, 1993, 1994, 2000, 2001, 2007, 2019
Beker van Mozambique
Winnaar: 1980, 1983, 1988, 1992, 1993, 1995, 1997, 1999, 2000, 2002, 2007
Finalist: 1981, 2005